# Скважинный адаптер
Скважинный адаптер (англ. Pitless adapter) — специальное приспособление для вывода водопроводных труб сквозь обсадную трубу скважины, позволяющее сделать это ниже глубины промерзания грунта и обеспечивающее герметичность соединений как водопроводных, так и обсадных труб скважины.

## История
Первые прототипы скважинных адаптеров были сконструированы в США в 60-х годах XX века. Конструкции скважинных адаптеров совершенствовались и наиболее приближенный к современному варианту был сконструирован Джоном Гордоном Бейкером (John Gordon Baker). Впоследствии была образована одноименная компания Baker. Далее изобретение приобрело широкое применение в Европе на 80-е годы XX века. Из европейцев, одной из первых компаний, сконструировавшей уникальный дизайн и запустившей собственное производство стала Debe Pumpar. Как конструкцию адаптера, так и материалы постепенно претерпевают изменения и улучшения. Изначально использовались бронзовые адаптеры, но со временем появились адаптеры из нержавеющей стали и из специальных, устойчивых к коррозии, материалов. Немаловажным фактором в популяризации адаптеров стал запрет на использование кессонов на скважину, которые до этого считались основным средством для оборудования скважин на воду.

## Устройство адаптера для скважины
Скважинный адаптер состоит из двух частей. Первая часть монтируется в отверстии на обсадной трубе скважины через резиновые уплотнительные кольца и фиксируется снаружи накидной гайкой. Вторая часть, к которой прикручена труба ПНД с насосом, на специальной штанге подается сверху и вставляется в клиновые салазки ответной (неподвижной) части. Благодаря этому соединению, называемому «ласточкин хвост», создается надежное и герметичное сопряжение-переход вертикального и горизонтального участков водопроводных труб и выход их наружу через обсадную колонну.

## Принцип работы
Адаптер представляет собой безрезьбовое герметичное трубное соединение из двух частей, при этом одна его часть крепится на эксплуатационной (обсадной) трубе скважины, а вторая накручивается на трубу, на другом конце которой смонтирован погружной насос. При погружении насоса в скважину обе части адаптера соединяются при помощи специального захвата, который удерживает соединение и обеспечивает плотное прилегание друг к другу обоих его частей. Герметичность обеспечивается уплотнительным резиновым кольцом на съемной половинке адаптера (которая вынимается из скважины вместе с насосом).

Для монтажа/демонтажа адаптера с поверхности, в верхней части адаптера нарезана резьба, в которую вкручивается специальный съемник — по сути, кусок обычной стальной трубы нужного диаметра с нарезанной резьбой.

Помимо избавления от хлопот с устройством приямка либо установкой готового кессона, скважинный адаптер позволяет быстро слить воду из системы на зиму: при частичном разъединении частей адаптера вся вода из внутридомового водопровода быстро сольется в скважину.

## Преимущества использования скважинного адаптера
- Экономичность. Стоимость адаптера для скважины во много раз ниже стоимости кессона.
- Простота и дешевизна монтажа скважинного адаптера.
- Герметичность. Благодаря уплотнительным кольцам данная конструкция является герметичной, что исключает проникновение фунтовых вод внутрь скважины.
- Возможность скрытого монтажа водоподъёмного оборудования.
- Возможность использования при высоком уровне грунтовых вод.
- Возможность монтажа адаптера в стесненных условиях (например, когда существующие подземные коммуникации оказались очень близко к обсадной трубе скважины).

## Виды скважинных адаптеров
Существуют 4 основных вида скважинных адаптеров:
- Бронзовый адаптер - самый ранний вид, устаревший и не использующийся во многих странах из-за современных стандартов скважинного оборудования (недопустимое кол-во %-го содержания свинца в медном сплаве).
- DZR - новый тип скважинных адаптеров, при производстве которых используются специальные пищевые сплавы, устойчивые к коррозии.
- Адаптер из нержавеющей стали
- Латунный адаптер (см. "Бронзовый адаптер")

По последним европейским стандартам и стандартам США допустимы к использованию только скважинные адаптеры из специальных питьевых сплавов DZR  и Sanitary Brass. Бронза и латунь, как более дешевые материалы, со временем начинают окисляться, что приводит к попаданию вредных веществ в питьевую воду. По этой причине, со временем произошло ужесточение стандартов питьевой воды.